# Mirabilis violacea
Mirabilis violacea är en underblomsväxtart som först beskrevs av Carl von Linné, och fick sitt nu gällande namn av Anton Heimerl. Mirabilis violacea ingår i släktet underblommor, och familjen underblomsväxter. Inga underarter finns listade i Catalogue of Life.